# Calcolo dei carboidrati
Il calcolo dei carboidrati (in inglese carbohydrate counting or “carb” counting) è dimostrato essere stato utilizzato sin dalla scoperta dell'insulina nel 1921 per determinare la dose di insulina necessaria nel pasto di un malato di diabete.
Dal 1993, alcuni riconosciuti studi accademici da parte dell'American Dietetic Association e dell'American Diabetes Association Steering Commitee on Diabetes Nutrition Resources dimostrano l'efficacia del calcolo dei carboidrati, garantendo un'ampia flessibilità nei pasti e il raggiungimento degli obiettivi glicemici prefissati.
Il principale vantaggio per il diabetico nell'utilizzo del metodo del counting è la flessibilità nella scelta dei cibi e nelle porzioni.

## Metodologia d'educazione
La tecnica del calcolo dei carboidrati si basa sulla conoscenza del contenuto di carboidrati degli alimenti e sulla stima del peso degli stessi che sono introdotti in un pasto, il tutto unitamente al calcolo dell'adeguato bolo insulinico preprandiale.
Il bolo insulinico preprandiale si calcola attraverso il rapporto insulina/carboidrati ed è un valore specifico per ogni individuo. Il bolo insulinico preprandiale è determinato appunto dal rapporto individuale tra i grammi di glucidi consumati e il numero delle unità di insulina necessario per metabolizzarli.
Naturalmente alimentazione, tenore di attività fisica, controllo glicemico e terapia medica sono tutti fattori che influiscono nella determinazione di questo valore.
È bene ricordarsi che una variazione nelle abitudini alimentari o nello stile di vita, oltre che nel peso dell'individuo, richiedono una rivalutazione del rapporto insulina/carboidrati

## Il ruolo del dietista nel calcolo dei carboidrati
Il primo compito del dietista consiste nello spiegare il concetto di "conteggio dei carboidrati" illustrando a chi si accosta per la prima volta al calcolo dei carboidrati, che cosa sono i carboidrati, dove si trovano e in che quantità.
Durante il periodo iniziale il dietista deve aiutare il paziente ad assumere quantità quanto più costanti di carboidrati durante i pasti, in modo da poter prevedere le variazioni glicemiche postprandiali.

## La stima delle dosi di cibo
Uno degli aspetti più importanti della conta dei carboidrati è la stima delle dosi di cibo assunto durante il pasto. Non potendo sempre contare sulla possibilità di avere l'esatto peso a crudo degli alimenti, la conta dei carboidrati propone diversi metodi di valutazione delle dosi stesse.
Un primo metodo consiste nell'adozione di unità di misura casalinghe quali cucchiai, bicchieri, fondine, ecc.
Altra tecnica di valutazione è quella volumetrica, basata appunto sul volume dell'alimento in relazione alla propria mano, al proprio pugno, ecc.
La finalità di questi metodi è la stima del quantitativo di carboidrati introdotti nel pasto. Grazie a questa stima si può procedere alla valutazione del dosaggio di insulina preprandiale. Il dosaggio, basato su specifici algoritmi che generano valori precisi, sarà man mano aggiustato fino all'identificazione del corretto rapporto insulina/carboidrati assunti.
Uno dei metodi maggiormente diffusi è la gestione da parte del diabetico di un diario alimentare in cui riportare gli alimenti e i dosaggi insulinici somministrati ai vari pasti.
Ogni individuo ha un proprio rapporto insulina/carboidrati che si ottiene dividendo i grammi di carboidrati consumati per il numero di unità di insulina necessaria per mantenere la glicemia nel range desiderato.
Di norma il livello glicemico preprandiale deve essere compreso tra 80 e 150 mg/dl per poter avere una copertura da parte del bolo preprandiale dei cibi consumati durante il pasto.

## I vantaggi del calcolo dei carboidrati
Il principale vantaggio di questa metodologia è rappresentato dalla flessibilità nella scelta dei cibi e delle quantità di alimenti da parte del diabetico.
Seppur un metodo impegnativo da parte dell'utente, una volta a regime, il conteggio dei carboidrati permette di assumere alimenti vari ad ogni pasto.
Quando si impiega il conteggio dei carboidrati, altri aspetti del programma nutrizionale quali l'adeguatezza nutrizionale, la qualità e la quantità degli alimenti consumati, l'apporto proteico o di fibre, devono essere esaminati, ma in una sede diversa da quella dedicata al counting.